# Монте Сан Бјађо
Монте Сан Бјађо (итал. Monte San Biagio) је насеље у Италији у округу Латина, региону Лацио.
Према процени из 2011. у насељу је живело 3481 становника. Насеље се налази на надморској висини од 120 м.

## Становништво
Према резултатима пописа становништва 2011. у општини је живело 6.144 становника.
| 1936. | 1951. | 1961. | 1971. | 1981. | 1991. | 2001. | 2011. |
| ----- | ----- | ----- | ----- | ----- | ----- | ----- | ----- |
| 4.359 | 5.312 | 5.536 | 5.446 | 5.629 | 5.856 | 5.996 | 6.144 |

## Партнерски градови
- Saint-Romain-le-Puy